# Chen Jianying
Chen Jianying (xinès simplificat: 陈剑莹) (1995 -) Actriu,guionista, productora i directora de cinema xinesa.

## Biografia
Chen Jianying, també coneguda com Story Chen va néixer l'any 1995. Va estudiar a la Tisch Film School de la Universitat de Nova York.
Ha desenvolupat la tasca cinematogràfica en la realització de vídeos publicitaris, per marques com Lush (cosmètica) i Laihing Jewlery, videoclips per cantants com Hong Chen i Jiang Yingrong (Vivi Jiang), i en produccions de curtmetratges i llargmetratges centrats especialment en temàtiques LGBT. Els seus treballs han obtingut un notable ressò a nivell internacional amb presència en diversos festivals.
Com actriu va participar l'any 2012 en la pel·lícula Once del director Yang Yafang.
El 2016 va escriure i dirigir curtmetratge "A Woman's Gaze" (她的眼光) que va ser finalista per al 69è Festival Internacional de cinema de Canes. També va guanyar el premi al millor curtmetratge al Festival Internacional de Cinema de Hollywood,va ser finalista per a un dels tres principals festivals de cinema LGBT als Estats Units, i va ser finalista per a la Unitat de Curtmetratges del 24th Washington International Film Festival New Zealand Show Me Shorts Film Festival, St. Petersburg International Film Festival i al Tokyo Lift Off Film Festival. A Woman's Gaze és una pel·lícula que presenta l'amor entre dues dones antagonistes, Sara i Cici, i explica l'amargor que pateixen pel seu secret. Amb l'objectiu de demostrar la pressió social i la falta de respecte que pateix el grup homosexual en la societat xinesa, la pel·lícula pretén provocar la reflexió dels espectadors sobre aquest tema.
Amb el videoclip "Love Wins" del 2016 en format de documental, va tornar a tractar el tema LGBT.
El seu curtmetratge de graduació a la Tisch School, "Marina" va guanyar el premi al millor curt internacional al The Norwergian International Seagull Shortfilm Festival de l'any 2018. El curt planteja el dilema d'una nena que va heretar l'atròfia muscular espinal de la seva mare. Abans de perdre el control del seu cos, té dret a decidir la seva pròpia vida i mort?"
Chen va participar en el rodatge del capítol "The Champion" com ajudant de direcció de la pel·lícula "My People, My Country", del 2019,dirigit per Xu Zheng, part d'una sèrie de set capítols que expliquen set moments significatius de la història de la República Popular de la Xina.
El 2022 va tornar a Canes per guanyar la Palma d'Or pel curtmetratge "The Water Murmurs" al 75è Festival Internacional de Cinema de Canes. Chen va rodar la pel·lícula de 15' a Yibin, una ciutat de la província de Sichuan, al sud-oest de la Xina, amb un fort sabor local, amb una figura femenina com a personatge principal, interpretat per l'actriu Helen Yao (coneguta també com Yao Xingtong o Anna Yao).
El seu estil s'ha definit com a híbrid de la cultura oriental i occidental, però també representativa de les minories com les dones asiàtiques, els col·lectius LGBT i els infants.
Actualment (2023) Chen Story té la seu a Nova York i Pequín.

## Filmografia

#### Cinema
| Any  | Títol xinès      | Títol anglès                 |
| ---- | ---------------- | ---------------------------- |
| 2014 | 流之             | Flow in you                  |
| 2014 |                  | Purple Umbrella Never Leaves |
| 2015 | 在亲吻中启程     | On Parting Kiss              |
| 2015 |                  | Play                         |
| 2016 | 她的眼光         | A Woman's Gaze               |
| 2016 |                  | A trial of Death             |
| 2017 |                  | Marina                       |
| 2017 |                  | Underwater Mermaid           |
| 2018 | 她的眼光         | A Woman's Look               |
| 2018 | 水下美人鱼       | The Mermaid in the Water     |
|      | 戏               | Opera                        |
|      | 紫伞不散         | The Purple Umbrella          |
| 2021 |                  | Drunk of Son                 |
| 2022 | 海边升起一座悬崖 | The Water Murmurs            |

#### Videoclips
| Any  | Títol anglès         | Títol xinès | Cantant        |
| ---- | -------------------- | ----------- | -------------- |
| 2016 | Coelophysis/Dinosaur | 腔骨龙      | Hong Chen      |
| 2016 | Fucking Love         |             | Hong chen      |
| 2016 | Love Wins            |             | Jiang Yingrong |
| 2018 | Paranoia             | 妄想症      | Hong Chen      |
| 2018 | Monster              | 怪物        | Hong Chen      |